# Sportitalia
Sportitalia è un canale televisivo tematico italiano dedicato allo sport e disponibile in Italia a livello nazionale sulla televisione digitale terrestre, visibile esclusivamente in HD sui canali 60 e 560, in modalità HbbTV e streaming.
Durante il giorno trasmette programmi informativi e competizioni (in diretta o in differita) su discipline sportive più popolari, quali calcio, wrestling, pallacanestro, pallavolo, sport motoristici, tennis, rugby, football americano, judo, pugilato, sport invernali, golf, ciclismo, surf, nuoto, pallanuoto, canottaggio, baseball e cricket.

## Storia

### Anni 2000
Sportitalia si costituisce in seguito alla decisione dell'Autorità garante della concorrenza e del mercato di subordinare il via libera della fusione tra TELE+ e Stream alla cessione delle frequenze delle due reti criptate analogiche possedute da TELE+, TELE+ Bianco e TELE+ Nero.
Il finanziere tunisino Tarak Ben Ammar acquista le frequenze in collaborazione con l'emittente satellitare europea Eurosport. Queste diventano quindi di proprietà al 51% dalla Holland Coordinator and Service Bv del finanziere tunisino e al 49% dal gruppo Télévision Française 1 - TF1 di Patrick Le Lay, principale emittente commerciale francese che possiede anche il 100% di Eurosport.
Vengono così rilevate da Sky Italia le concessioni terrestri di Sky Sport Uno (Prima TV) e Sky Cinema Uno (Europa TV) che il 30 ottobre 2003 ottengono il via libera dalla Commissione europea e, successivamente, dalle competenti autorità italiane ed europee. In modo particolare il ministro Maurizio Gasparri emette un decreto che autorizza a trasformare le concessioni da reti TV criptate a reti TV in chiaro: ecco quindi Europa TV trasmettere sulle vecchie frequenze di TELE+ 2 il canale Sportitalia.
Prima TV invece lancia il multiplex Dfree, digitalizzando così le proprie frequenze grazie a Elettronica Industriale (gruppo Mediaset), su cui trasmette fino a gennaio 2009 Sportitalia.
Le trasmissioni iniziano il 6 febbraio 2004, con il notiziario SI Live e la differita di una partita di Coppa Libertadores.
Sull'onda dei risultati di ascolto dei primi 18 mesi dell'emittente, furono lanciati due ulteriori canali irradiati via digitale terrestre: Sportitalia 2 (ex SI Live 24), tv di notizie sportive 24 ore su 24, e SI Solo Calcio, rete interamente dedicata al calcio e chiusa ad ottobre 2006 a seguito della rinuncia della diffusione delle partite di Serie B per la stagione 2006/2007. Nel 2005 l'emittente acquisì infatti per tre anni i diritti di trasmissione degli anticipi, dei posticipi e delle partite dei play-off e dei play-out di Serie B per tutte le piattaforme digitali. Il 7 settembre 2006 acquisì anche i diritti per la trasmissione di tutte le altre partite di Serie B solo sul digitale terrestre. Tale contratto venne però risolto il 6 ottobre 2006 a seguito di divergenze con la Lega Calcio e con Sky Italia, che aveva acquisito per la stagione 2006/2007 i diritti di trasmissione di tutte le partite del Campionato di Serie B sul satellite, ma anche per il fatto che la retrocessione della Juventus in B aveva scatenato una corsa ai diritti. Per cui Sportitalia trasmise per un solo anno anticipi, posticipi, play-off e play-out di Serie B, ma continuando a seguirla anche negli anni successivi con vari speciali e approfondimenti.
Sportitalia attivò un proprio servizio di teletext dal 5 novembre 2004: consisteva in sostanza nella versione italiana dello Sportext, il teletext di Eurosport, e da questa furono curate le pagine dedicate alle notizie sportive.
Il servizio di teletext fu interrotto pochi giorni prima della cessione della rete terrestre a Mediaset per il DVB-H, il 16 maggio 2006.
Dal 6 gennaio 2006, Sportitalia ha cominciato a trasmettere in chiaro dal satellite Hotbird (oscurando gli eventi di cui non deteneva i diritti per l'estero) ed è stato inserito nella numerazione Sky Box alla posizione 225.
Dal 16 maggio 2006, ha cessato le trasmissioni in forma analogica (cedendo gli impianti a Mediaset, che utilizzerà in prevalenza per il mux Mediaset 3 in DVB-H e in minima parte per completare la rete dei loro mux Mediaset 1 e Mediaset 2 in DVB-T), e da allora ha continuato a trasmettere esclusivamente in tecnica digitale su piattaforma terrestre e satellitare.
Da agosto 2007 le trasmissioni satellitari su Hot Bird sono state codificate ed il canale è diventato accessibile ai soli abbonati Sky Italia fino al 9 gennaio 2009: in tale data, infatti, Sportitalia e Sportitalia 24 (non rientrando nella graduatoria relativa all'assegnazione del 40% della capacità trasmissiva dei multiplex nazionali) hanno cessato le trasmissioni sul mux Mediaset 2 trasferendosi nel mux TIMB 1 e tornando ad essere visibili in chiaro via satellite, ma solo alla posizione orbitale di 12,5 gradi ovest fino al 2011. Rimane comunque disponibile nella piattaforma a pagamento.
Nella primavera/estate del 2006 alcuni giornalisti hanno abbandonato Sportitalia (passando a Sky Italia e Mediaset), compreso il responsabile Antonio Costanzo, che però ha completamente cambiato settore trasferendosi in Austria, alle dipendenze di bwin.
Dal 21 agosto 2009, il canale Sportitalia 24 è stato sostituito da Sportitalia 2. Inoltre, sempre dalla stessa data, è stata lanciata la nuova emittente radiofonica Sport Radio Energi. Inoltre pochi mesi dopo, il canale ha raggiunto un accordo con l'ULEB per trasmettere nelle successive 3 stagioni l'Eurolega di basket. L'anno dopo arrivano i diritti di 2 competizioni francesi: Top 14 di rugby e la Ligue 1 di calcio, inoltre Sportitalia 24 rinasce come canale all-news sportivo affiancando gli altri 2.

### Anni 2010

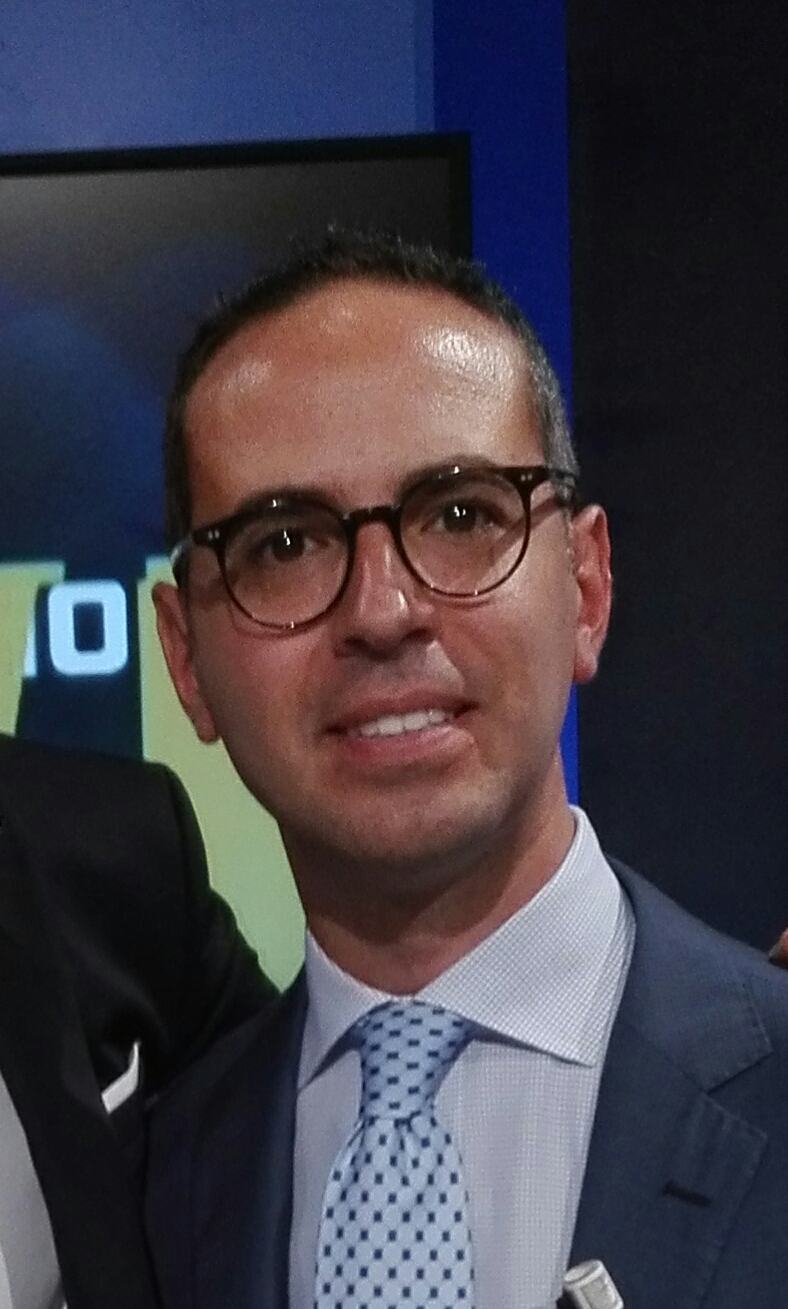
Il giornalista ed editore Michele Criscitiello, dal 2014 direttore e volto di riferimento di Sportitalia.

Da novembre 2010, Sportitalia e Sportitalia 2 trasmettono vari eventi in 16:9.
Dal 14 febbraio 2011 i canali di Sportitalia hanno cambiato multiplex sul digitale terrestre. TivuItalia, società di Screen Service, si è aggiudicata un contratto per trasmettere sulle proprie frequenze per due anni i canali di Sportitalia; ciò ha comportato anche la cessazione delle trasmissioni satellitari in chiaro su Atlantic Bird. La nuova distribuzione risulta avere una copertura inferiore, non essendo più presente all'interno di un multiplex a copertura nazionale. Il passaggio di Sportitalia al mux TivuItalia ha comportato che in moltissime città italiane i canali di Sportitalia non siano visibili sul digitale terrestre. Dal 7 dicembre 2011 i canali Sportitalia 1 e Sportitalia 2 sono stati inseriti nel mux TIMB 2 solo dove è già avvenuto lo switch-off mentre, dal 12 dicembre 2011, sono visibili per tutti sempre sullo stesso mux.
I canali di Sportitalia mostrarono in chiaro la più ricca offerta di partite NFL dal vivo, ossia in diretta, mai vista in Italia con incontri di ogni turno trasmessi dalle 2 di mattina in poi e tutte le sfide a eliminazione per accedere al Super Bowl; tutte le partite, due Super Bowl compresi, furono commentate da Matteo Gandini nelle stagioni 2011-12 e 2012-13.
Il 5 giugno 2012 i canali Sportitalia 1, Sportitalia 2 e Sportitalia 24 sono stati rimossi dal mux TivuItalia.
Nel marzo del 2013, secondo quanto risulta a Italia Oggi, Interactive, la società guidata da Bruno Bogarelli che ne deteneva le concessioni TV e la numerazione sul telecomando digitale, ha avviato la procedura di fallimento. Nel frattempo, Interactive ha cambiato prima nome in Maroncelli 9, poi ha conferito a Edb Media ogni bene posseduto, i lavoratori in forze, le attività TV.
Il 29 luglio 2013, i canali del gruppo di Sportitalia, ma senza il marchio dell'emittente, sono stati venduti all'asta al gruppo editoriale romano LT Multimedia già editore di canali come: Nuvolari, Marcopolo, Alice, Arturo e Leonardo.
Il 1º novembre 2013 a mezzanotte i canali Sportitalia 1, Sportitalia 2 e Sportitalia 24 sono stati chiusi e sostituiti dai nuovi canali del gruppo LT Multimedia: Sport Uno, Sport Due, Sport Tre che, a loro volta, sono stati chiusi il 20 febbraio 2014. L'ultima trasmissione di Sportitalia 1 è stata la partita di calcio Bayern Monaco-Viktoria Plžen di Champions League, con la telecronaca di Federico Casotti troncata improvvisamente al 25' di gioco.
Il 2 giugno 2014 il canale Sportitalia torna ad essere diffuso sul digitale terrestre sul canale 153 nell'ambito del mux Dfree, sotto la direzione di Michele Criscitiello e Tarak Ben Ammar, passando al formato 16:9.
Nei primi mesi il palinsesto è composto soprattutto da programmi parlati, come i notiziari SI News e SI Mattina, e il ritorno del talk-show Speciale Calciomercato, condotto da Michele Criscitiello, le trasmissioni Calciomercato Live e Aspettando Calciomercato, sempre incentrate sul mercato calcistico. Alcuni eventi sono trasmessi in diretta: semifinali e finali della Liga ACB e dell'Europeo U20 di Basket, vari match di boxe, il test-match di rugby Giappone-Italia, varie amichevoli calcistiche, la Copa Euroamericana, l'European Championship di Beach Volley. Successivamente sono stati trasmessi i II Giochi Olimpici Giovanili e tutte le partite del Campionato mondiale di basket che si sono disputate in Spagna.
L'8 settembre 2014 viene annunciato il ritorno sulla piattaforma satellitare Sky Italia al canale 225 a partire dal 10 settembre.
Successivamente, Sportitalia ha acquisito i diritti per la Pro League del Belgio, la Scottish Premiership Scozzese e per i Campionati Italiani Motocross, oltre che per tutte le partite di Pallacanestro Cantù e di Virtus Acea Roma in Eurocup.
Dopo il fallimento dei canali sportivi di LT Multimedia, i canali 60, 61 e 62 vengono acquistati da GM Comunicazione (controllate dal Gruppo Sciscione), e dal 5 agosto 2015 Sportitalia ritorna a trasmettere sull'LCN 60 del digitale terrestre, sempre sul mux Dfree, grazie ad un contratto di affitto dell'LCN con l'editore laziale. Il canale mantiene comunque attivo il duplicato di sua proprietà sull'LCN 153.
Dal dicembre 2016 Tarak Ben Ammar attraverso Prima TV detiene il 50% di Italia Sport Communication (ISC), società che gestisce Sportitalia, mentre il restante 50% se lo dividono Michele Criscitiello, con la Micri Communication, e la moglie Paola De Salvo.
Nel settembre 2017, con accordo triennale con la Serie C per le stagioni 2017-2018, 2018-2019 e 2019-2020, Sportitalia acquisisce i diritti per trasmettere una partita di Serie C in chiaro ogni settimana.
Il 15 maggio 2018 l'LCN 153 viene acquistata da GM Comunicazione, che dal 20 novembre la utilizzerà per la sua nuova emittente TV 153: Sportitalia resta quindi solo sul canale 60 del digitale terrestre.
Il 1º luglio 2019 sono stati lanciati altri 4 canali: Sportitalia HD, SI Solo Calcio, SI Motori e SI Live 24. Questi sono visibili in modalità HbbTV sul canale principale su Smart TV abilitate e in streaming sul sito ufficiale. Sempre da tale data, il canale ha cambiato logo, identità grafica e ha chiuso la numerazione 225 di Sky Italia, rimanendo visibile nell'elenco del digitale terrestre dei decoder Sky al 5060.

### Anni 2020
Il 29 gennaio 2020 Sportitalia apre la propria agenzia di scommesse e casinò, Sportitaliabet. Il 13 maggio seguente viene attivata la versione in HD sul canale 560 nel mux La3.
Nel gennaio 2021 Ben Ammar cede le proprie quote in ISC a Criscitiello, che per breve tempo esercita così l'intero controllo sull'emittente, prima di cedere a sua volta il 50% di Sportitalia nel marzo seguente a GM Comunicazione: la quota rimanente resta in mano a ISC, che contemporaneamente acquista l'LCN 60, fino ad allora utilizzato in affitto. Dal 31 agosto 2021 il canale SI SoloCalcio, già disponibile sulla piattaforma streaming, trasmette sul canale 61 del digitale terrestre con il nome di Solo Calcio.
Dal 4 gennaio 2022 Sportitalia passa dal mux Dfree al mux Rete A 1 (visibile in MPEG-4) mentre SI SoloCalcio passa nel mux TIMB 2 ed è visibile solo in modalità HbbTV. Il 19 febbraio 2022 il canale SI Motori termina le proprie trasmissioni. Il 30 maggio 2022 viene annunciato l'acquisto totale della società editrice Italia Sport Communication S.r.l. da parte di Michele Criscitiello attraverso la sua controllata Micrì Communication, diventandone socio unico.
Il 15 ottobre 2022 viene siglato un accordo con OneFootball, società tedesca operante nel settore del giornalismo sportivo online e della distribuzione in streaming, in modo gratuito o non, di eventi calcistici, per la distribuzione, sulla piattaforma, di tutte le partite del campionato Primavera e di uno specifico numero di partite del campionato brasiliano e del campionato argentino. Dal 4 novembre 2022 il canale Sportitalia è visibile esclusivamente in HD sul digitale terrestre.
Il 12 aprile 2023 il gruppo spagnolo Cirsa, di proprietà al 100% del fondo americano Blackstone Group, attraverso Eplay24, acquisisce la maggioranza delle quote della Micri Communication srl, società titolare del marchio Sportitaliabet, ma Sportitalia non rientra nell'operazione, rimanendo al 100% di proprietà di Michele Criscitiello come persona fisica e uscendo da Micri Communication srl.
L'11 dicembre 2023 Sportitalia annuncia l'acquisizione dei diritti delle edizioni 2023 e 2025 della Coppa d’Africa con l'esclusiva in chiaro di tutte le 52 partite del torneo.

## Giornalisti attuali
- Alfredo Pedullà
- Michele Criscitiello
- Deborah Schirru
- Gianluigi Longari
- Tancredi Palmeri
- Valentina Ballarini
- Francesco Letizia
- Giada Giacalone
- Gabriele Schiavi
- Naomi Moschitta
- Elisa Donatini
- Michele Moretti
- Ivan Fusto
- Ludovica Scardia
- Carlo Pozzoli
- Emanuele Vento
- Gianluca Viscogliosi
- Gioele Anelli
- Annapia Panassidi
- Andrea Belbusti
- Filippo Marini
- Kristel Talamonti
- Ylenia Frezza
- Francesco Nigro
- Giovanni Albanese
- Matteo Facecchia
- Lea Orifici

## Programmi

### Attuali
- Aspettando Calciomercato
- Aspettando il weekend
- B-Lab
- Calciomarket
- Calciomercato Live
- Calcio Today
- Calcio Tonight
- Così per Sport
- FUNalysis
- Knock Out
- Lo sai che?
- Magazine ACI Sport
- Monday Night
- On Race Tv
- Serie A live (diretta)
- SI Cafe
- SI Live24
- SI Motori
- Speciale Serie B
- Sportitalia Mercato
- Storie
- Vip4Padel

### Copertura sportiva
Sportitalia ha i diritti di trasmissione sui seguenti eventi sportivi:

#### Calcio
- Campionato Primavera 1 (2024-2027, tutte le partite in esclusiva)[17]
- Coppa Italia Primavera (fino al 2024 in esclusiva)
- Supercoppa Primavera (fino al 2024 in esclusiva)
- Primera Division Argentina (in diretta fino al 2024)
- Copa de la Liga Profesional (in diretta)
- Campeonato Brasileiro Série A (in diretta)
- Campeonato Carioca
- Roshn Saudi League[18] (2023-2024, 68 partite in esclusiva)
- Manchester City TV

## Ascolti

### Share mensile
Dati Auditel relativi al giorno medio mensile sul target individui 4+.
| Anno | Gen   | Feb   | Mar   | Apr   | Mag   | Giu   | Lug   | Ago   | Set   | Ott   | Nov   | Dic   | Media anno |
| ---- | ----- | ----- | ----- | ----- | ----- | ----- | ----- | ----- | ----- | ----- | ----- | ----- | ---------- |
| 2011 | N.R.  | N.R.  | N.R.  | N.R.  | N.R.  | N.R.  | 0,17% | 0,13% | 0,08% | 0.08% | 0,07% | 0,12% | -          |
| 2012 | 0,14% | 0,12% | 0,14% | 0,13% | 0,15% | 0,22% | 0,26% | 0,22% | 0,15% | 0,14% | 0,13% | 0,14% | 0,16%      |
| 2013 | 0,17% | 0,12% | 0,14% | 0,14% | 0,17% | 0,31% | 0,33% | 0,36% | 0,22% | 0,12% | -     | -     | 0,21%      |
| 2014 | -     | -     | -     | -     | -     | N.R.  | N.R.  | N.R.  | N.R.  | N.R.  | N.R.  | N.R.  | -          |
| 2015 | 0,08% | 0,05% | 0,04% | 0,04% | 0,04% | 0,13% | 0,17% | 0,15% | 0,09% | 0,07% | 0,07% | 0,08% | 0,08%      |
| 2016 | 0,13% | 0,11% | 0,09% | 0,12% | 0,10% | 0,14% | 0,19% | 0,22% | 0,11% | 0,09% | 0,08% | 0,08% | 0,12%      |
| 2017 | 0,10% | 0,09% | 0,08% | 0,08% | 0,10% | 0,23% | 0,28% | 0,26% | 0,13% | 0,10% | 0,10% | 0,10% | 0,14%      |
| 2018 | 0,17% | 0,11% | 0,09% | 0,10% | 0,13% | 0,17% | 0,26% | 0,33% | 0,14% | 0,12% | 0,11% | 0,12% | 0,15%      |
| 2019 | 0,16% | 0,12% | 0,12% | 0,14% | 0,15% | 0,26% | 0,58% | 0,49% | 0,23% | 0,18% | 0,16% | 0,18% | 0,23%      |
| 2020 | 0,21% | 0,14% | 0,09% | 0,06% | 0,08% | 0,14% | 0,24% | 0,29% | 0,28% | 0,18% | 0,13% | 0,15% | 0,17%      |
| 2021 | 0,17% | 0,14% | 0,11% | 0,15% | 0,18% | 0,25% | 0,24% | 0,34% | 0,21% | 0,16% | 0,13% | 0,15% | 0,19%      |
| 2022 | 0,20% | 0,16% | 0,12% | 0,17% | 0,23% | 0,33% | 0,52% | 0,52% | 0,33% | 0,24% | 0,21% | 0,19% | 0,27%      |
| 2023 | 0,28% | 0,22% | 0,23% | 0,27% | 0,28% | 0,36% | 0,43% | 0,51% | 0,32% | 0,29% | 0,25% | 0,25% | 0,28%      |
| 2024 | 0,51% | 0,33% | 0,25% | 0,27% | 0,27% | 0,32% | 0,37% | 0,40% | 0,31% | 0,27% | 0,25% | 0,27% | 0,32%      |
| 2025 | 0,30% | 0,31% | 0,27% | 0,29% | 0,30% | 0,32% |       |       |       |       |       |       |            |

## Loghi

6 febbraio 2004 - 2 giugno 2007
2 giugno 2007[21] - 1º luglio 2019
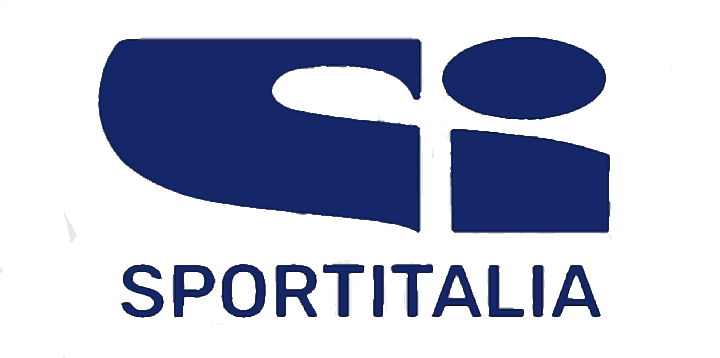
In uso dal 1º luglio 2019